# Chaetopyrena poae
Chaetopyrena poae är en svampart som först beskrevs av Niessl, och fick sitt nu gällande namn av Pier Andrea Saccardo 1883. Chaetopyrena poae ingår i släktet Chaetopyrena, divisionen sporsäcksvampar och riket svampar.   Inga underarter finns listade i Catalogue of Life.